# 艾倫·拉賓諾維茨
艾倫·罗伯特·拉賓諾維茨（英語：Alan Robert Rabinowitz，1953年12月31日—2018年8月5日），美国动物学家，环保主义者，田野生物学家。热衷于大型猫科动物的保护。

## 生平
1953年12月31日出生于美国纽约布鲁克林。国际野生生物保护学会（Wildlife Conservation Society，WCS）科学与探险部主任，猎豹公司（Panthera Corporation） CEO。2001年，经过几年来对缅甸老虎的跟踪研究，艾倫确定了它们的数量，并在缅甸克钦邦胡康河谷成功建立了世界上最大的老虎保护区，并探访了缅甸著名的侏儒民族—缅甸独龙族。